# Steen Houmark
Steen Houmark er en dansk faglitterær forfatter der beskæftiger sig med problematikker indenfor sundhedvæsenet. Hans første bog Overlev som Patient udkom fra Borgens Forlag i 1996. Siden har han skrevet artikler om emnet. 

I 2008 udgav han selv en børne-ungdomsbog i fantasygenre Sidste Port til Skyggelandet.

## Uddgivelser
- Overlev som Patient Borgen(1996)
- Sidste Port til Skyggelandet Selvudgivelse(2008)

## Eksterne kilder og henvisninger
- Portræt